# Mercedes me
Mercedes me（メルセデス ミー）は、メルセデス・ベンツ日本が、東京都港区六本木と大阪府大阪市北区梅田、羽田空港に展開するメルセデス・ベンツおよびスマートのブランドストアの名称である。2017年10月24日以前の旧名称は、メルセデス・ベンツ コネクション（Mercedes-Benz Connection）であった。通称「メルコネ」もしくは「ベンコネ」と呼ばれる。

## 概要
2011年7月16日、東京ミッドタウン向かいにオープン。以前から、メルセデス・ベンツ/スマートに興味のある人たちは勿論、これまでクルマそのものに興味がなかった人たちに対しても、ブランドの訴求や浸透を目的として、自社製品に関する情報の発信や各種イベントなどを行う拠点である。従来の販売店（ディーラー）とは異なり、カフェやレストランラウンジを中心とした、全く新しいコンセプトの情報発信拠点であり、メルセデス・ ベンツブランドとして、世界で初めて展開された。
当初は、2012年12月までの開設予定であったが、好評であったため、場所を若干青山寄りに移転し、延床面積を拡大したうえでリニューアルオープンした。ただし、この時点でも、当初は2013年1月18日から2015年春期までの期間限定の予定であった。
2013年4月26日、大阪府のグランフロント大阪北館1階にもオープンした。
2014年5月、同年12月7日までの期間限定で東京ミッドタウン内に、メルセデス・ベンツの情報発信基地となる初代「メルセデスミー」（Mercedes me）をオープンした。その後、2015年7月22日より、「メルセデスミー東京羽田」として、東京国際空港第2旅客ターミナル内に移転し、リニューアルオープンした。2021年5月、運営会社の変更と共に「メルセデス・ミー羽田エアポート」へ名称を変更した。
2016年2月10日、メルセデス・ベンツ コネクション（六本木）の隣に屋外のイベントスペースと、コンテナハウスを用いたゲストラウンジから構成される「ネクストドア（NEXT DOOR）」が開設された。ここでは、Gクラスを筆頭に、メルセデス製のSUV各車を、疑似オフロードコースにて試乗体験できる。後に、同エリアはモビリティとリビングの新しいつながりを提案する、EQブランドの発信スペース「EQ House」に建て替えられた。
同年6月25日、東京（六本木）に「AMGコネクション」が期間限定で開設され、メルセデスAMGの車種が展示・試乗車として用意された。
2017年10月25日、東京（六本木）・大阪ともに「Mercedes me（メルセデス・ミー）」へ名称が変更された。これにより、全ての拠点が「Mercedes me」を名乗ることになった。
2019年12月12日、東京の品川プリンスホテルNタワーエントランス前に、期間限定店舗として「Mercedes me @Shinagawa Prince Hotel」をオープンした。
2024年9月2日、同年9月末日をもって、東京（六本木）が、現所在地での営業を終了・移転することが発表された。敷地の利用契約の満了に伴うもので、詳細は決まり次第、随時公開するという。併せて、9月末までの営業期間中、週替わり試乗体験スタンプラリーや、Mercedes-Benz Collection 感謝セールなど、13年間を締めくくるイベント「Thank you for “me”ご愛顧感謝祭！」が開催された。
2025年、東京（六本木）が、新たなコンセプトのもと、新ブランドストア「Mercedes-Benz Studio Tokyo」としてリニューアルオープン予定。
東京（六本木）もしくは大阪は、日本市場における新型車発表の場としても使用されている（該当日は貸切となり、施設の一般利用は不可）。Aクラス（W176）やCLA（C117）、Cクラス（S205）やGLC（X253）等の発表会は、この2会場のいずれかで行われた。
なお、同施設は日本国内のみの企画であり、ドイツ本国も含め、他国では展開されていない。

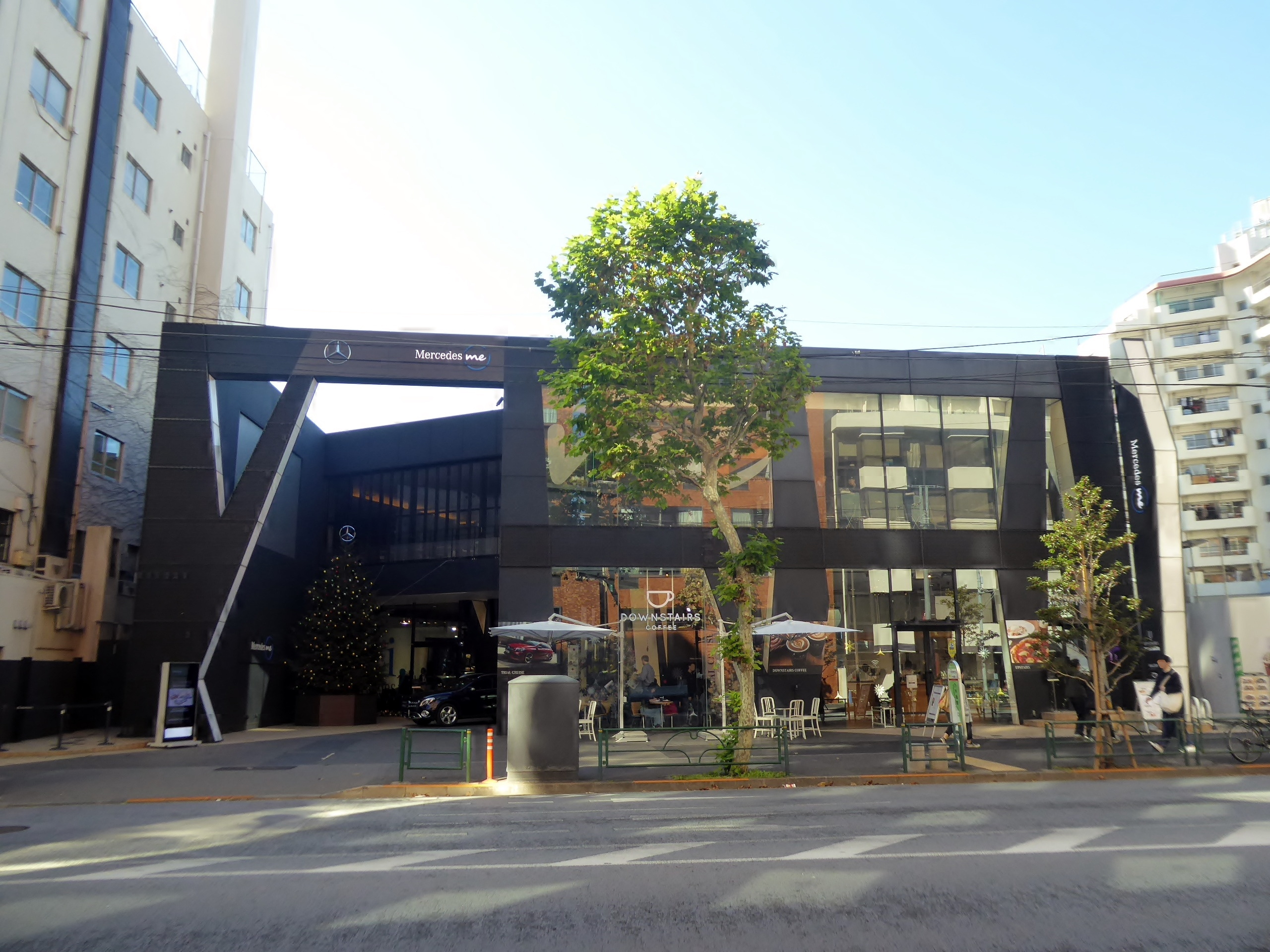
施設入口（東京）
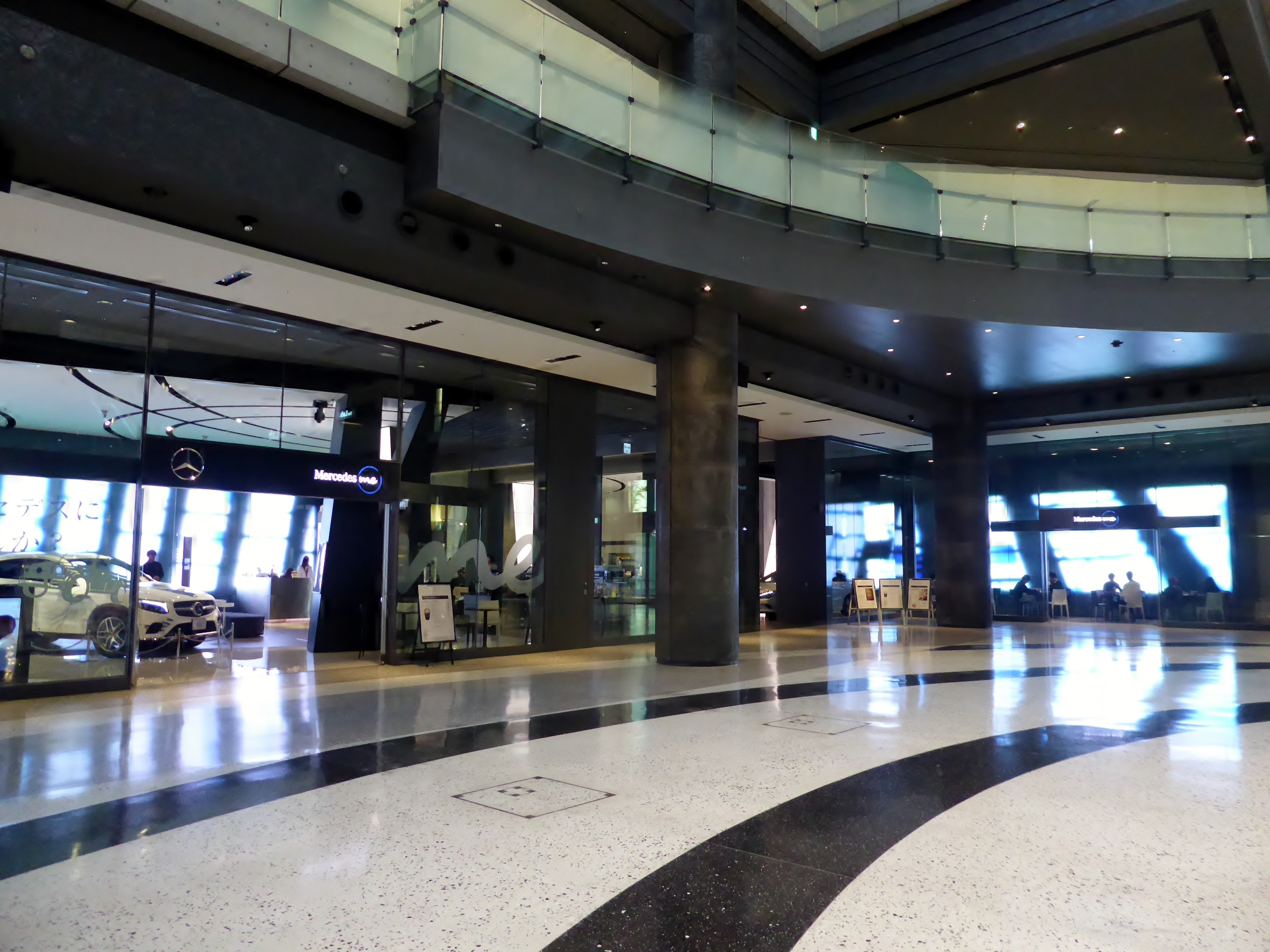
施設入口（大阪）
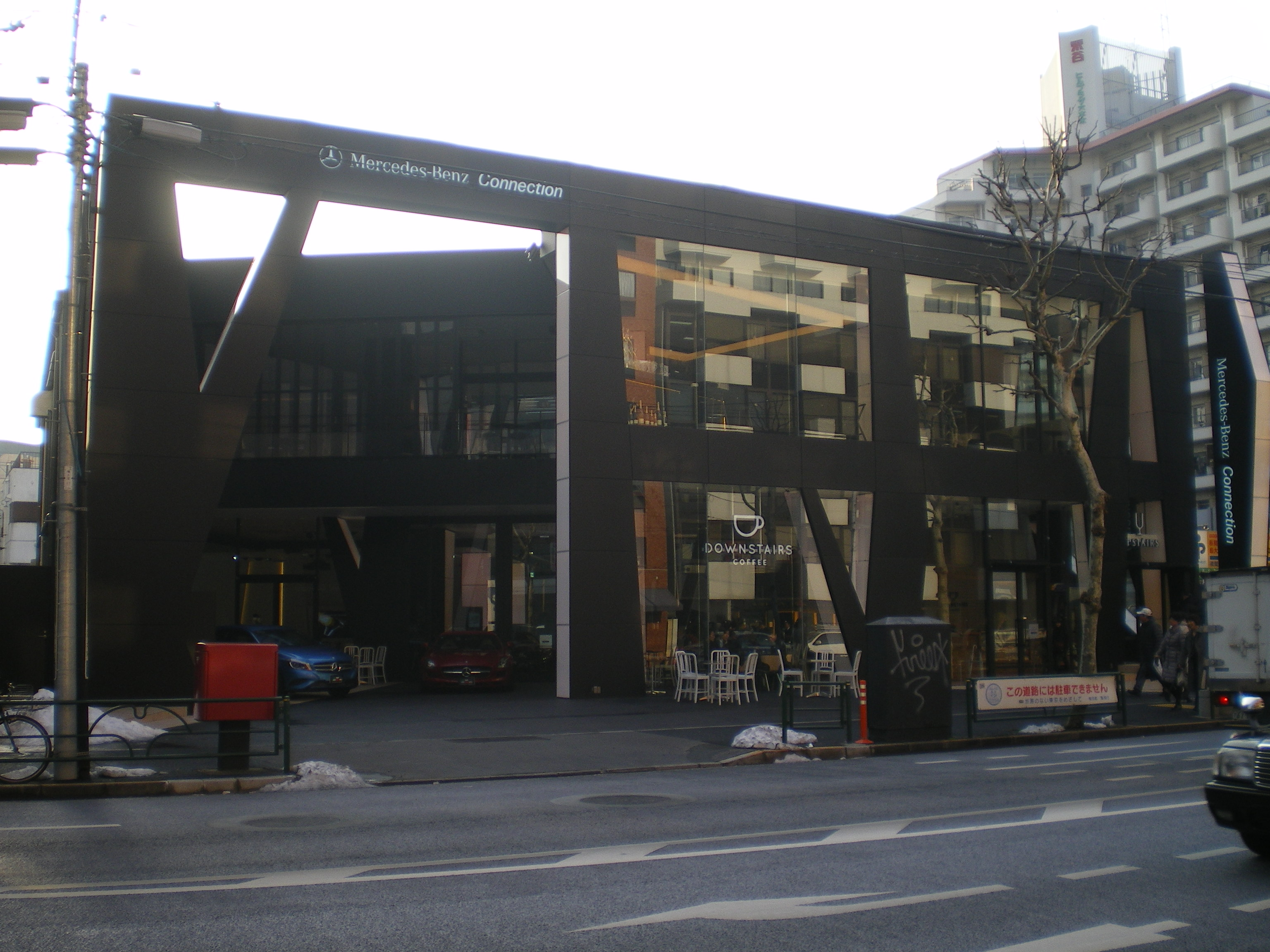
施設外観（東京、メルセデスベンツ コネクション当時）
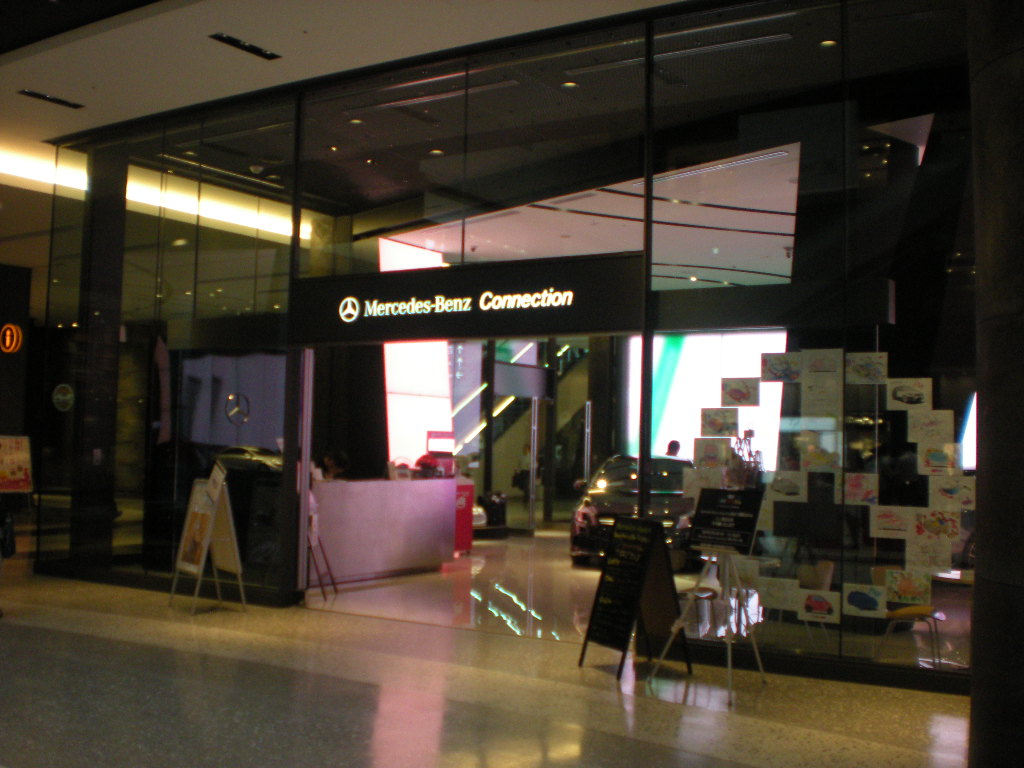
施設入口（大阪、メルセデスベンツ コネクション当時）
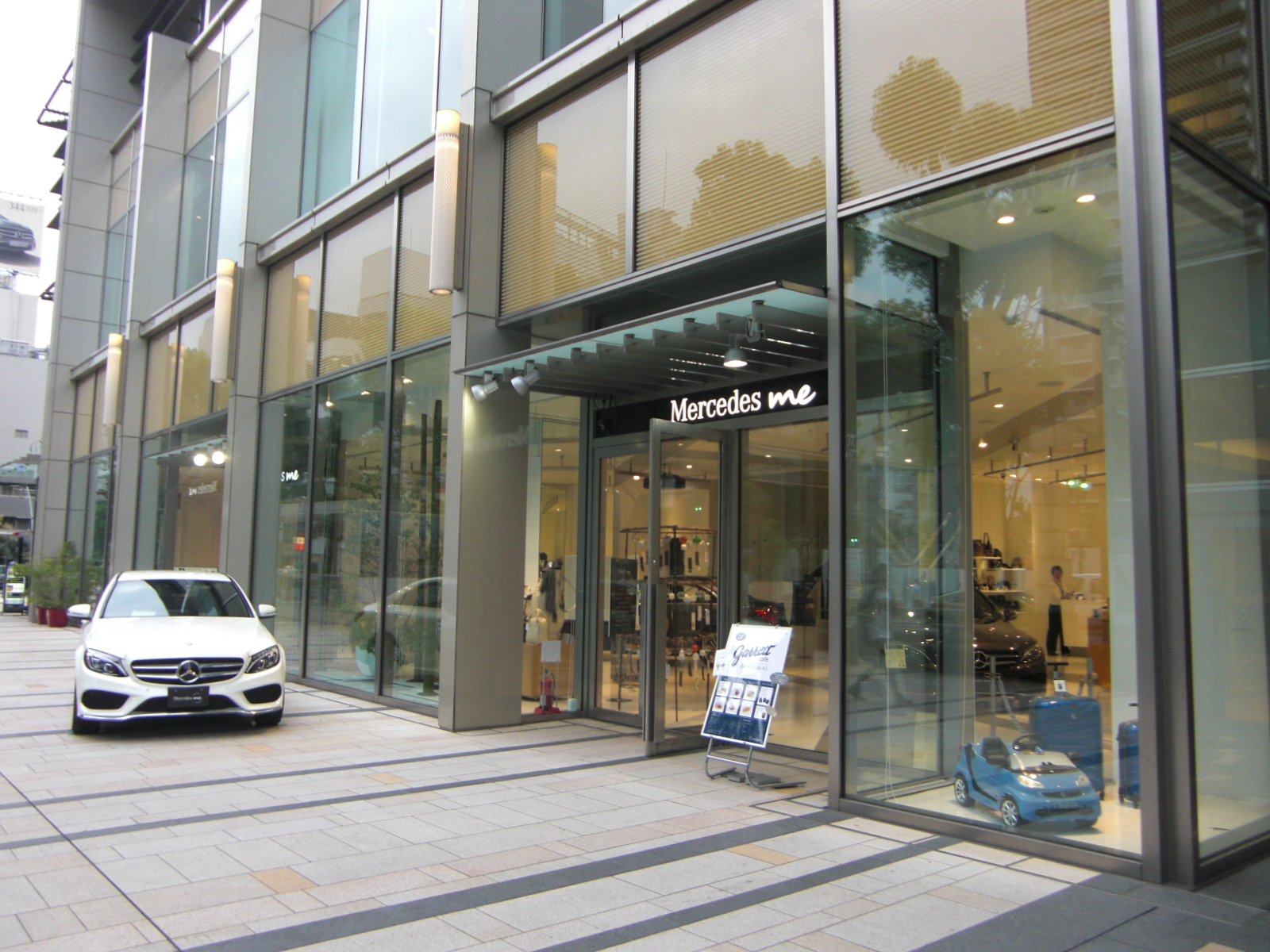
施設外観（初代・メルセデスミー）

## 内容
店内は、1Fにカフェ「ダウンステアーズコーヒー」とグッズコーナー、2Fにレストラン「アップステアーズ」を併設するため、カーディーラーの中にカフェやダイニングがあるというより、むしろカフェやダイニング、ブティックに近い趣であり、そこに市販車、限定車、レース仕様など、メルセデス・ベンツの車種が1Fギャラリーに数台並べられているというスタンスである。なお、2Fにはドイツ以外では初となる、メルセデスAMGユーザー限定の会員制サロン「AMGプライベートラウンジ」も設置されている。
初代メルセデスミーは、1Fに車両展示スペースとグッズ販売コーナー、2Fに「ダウンステアーズコーヒー」とグルメポップコーンブランド「ギャレットポップコーンショップス」（Garrett Popcorn Shops ）のコラボレーションで実現した「ギャレット・カフェ・ミーツ・ダウンステアーズ」（Garrett cafe meets DOWNSTAIRS ）が展開されていた。
大阪の場合は、1フロア構成で「アップステアーズ」が存在せず、その代わりに「ダウンステアーズコーヒー」にオリジナルのフードメニューが用意されている。また、「AMGプライベートラウンジ」は設置されない。
所有車両の有無や老若男女にかかわらず、メルセデス・ベンツ コネクションの会員である「メルセデス・コネクテッド」（Mercedes. Connected ）へは誰でも加入することができ、メンバー限定のイベントに招待、店頭で登録をした日から館内でのWi-Fi使用が無料になったりするほか、併設されるカフェの使用やグッズ（アクセサリー）の購入、試乗やアンケートの記入などでポイントがたまり、その累積ポイントでグッズと交換できるなど、様々な特典を享受できる。メルセデス・コネクテッドは、東京・大阪共通で有効であるが、2017年6月30日をもって、ポイント交換終了となり、それ以降はWEBサイト「My Mercedes」、同年10月以降は「Mercedes me」に登録することで、引き続き特典を享受出来るようになる。
2016年7月より、Tポイントジャパンと契約し、オリジナルデザインのTカードの発行を開始したことで、買い物や食事等においてTポイントの貯蓄や使用が可能となっている。なお、貯めたTポイントは他Tカードとの合算も可能である。
また、自動車運転免許保持者であれば「トライアルステーション」で念書を記入し、免許証のコピーを提出することによって、無料でメルセデス・ベンツ各車の試乗（トライアルクルーズ）を行うことも可能である。ラインアップは、AクラスやBクラスといったエントリーモデルはもちろん、日によってはGクラスやSクラス、メルセデス・マイバッハ Sクラスといったフラッグシップモデルが用意されることもある。その他、試乗条件については、左ハンドルモデルの場合は、継続して6ヶ月以上国内における運転経験があること、ハイヒールならびにサンダル履きは禁止、一部高額車両に付いてはスタッフの運転による同乗試乗など、細かな条件がある。試乗コースについては、東京は施設裏手からスタートするが、大阪は地下3階のグランフロント北館の駐車場までエレベーターで移動し、そこからスタートする。また、試乗可能時間はコースの設定上、東京と大阪では異なり、大阪の場合は約30分、東京の場合は約15分である。
なお、「Mercedes me」会員であれば、WEB上から試乗予約が可能である。また、東京と@Shinagawa Prince Hotelでは、レンタカーサービスの「Mercedes-Benz Rent」も行っている。

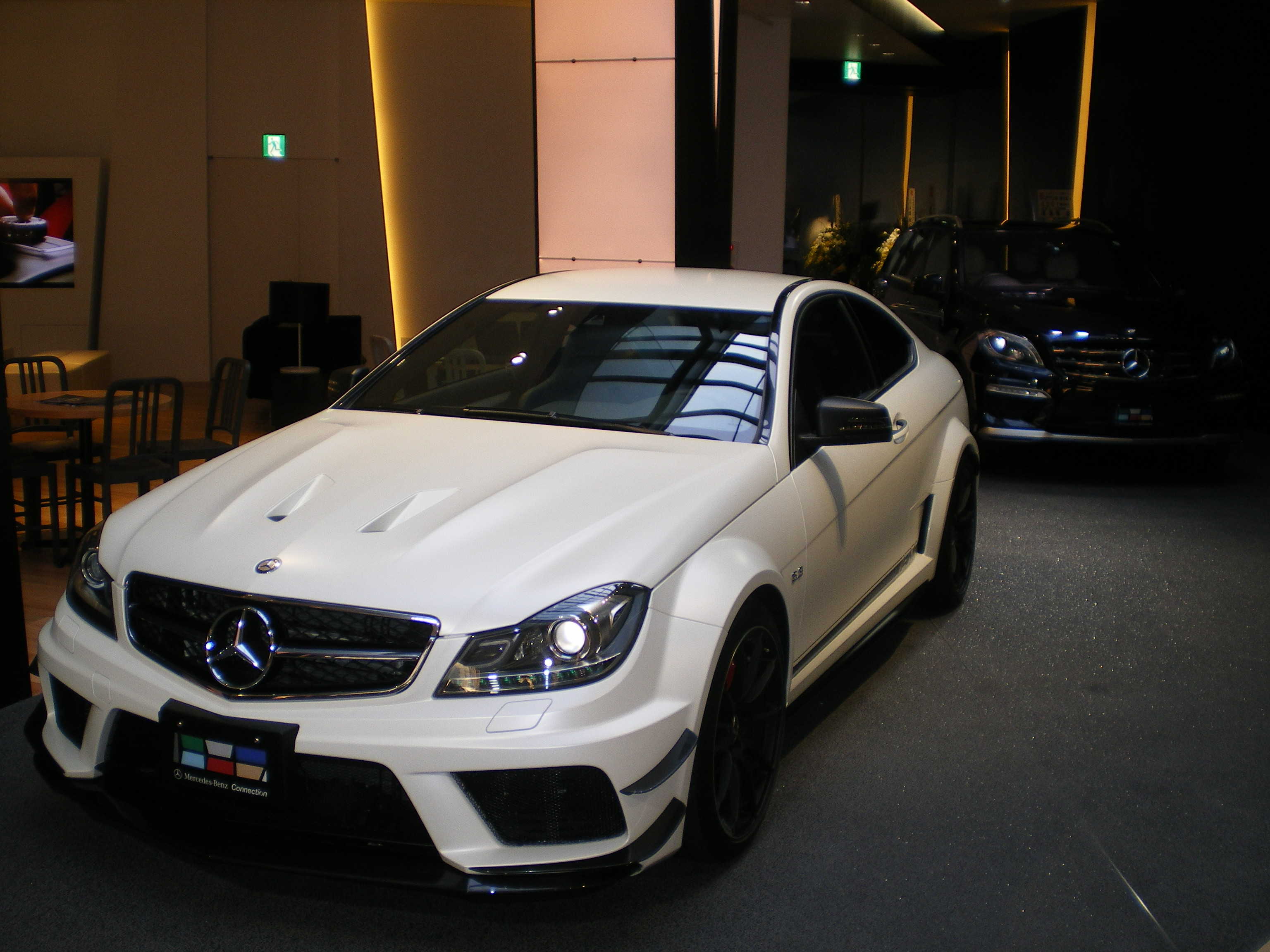
ギャラリー（東京、メルセデスベンツ コネクション当時）①
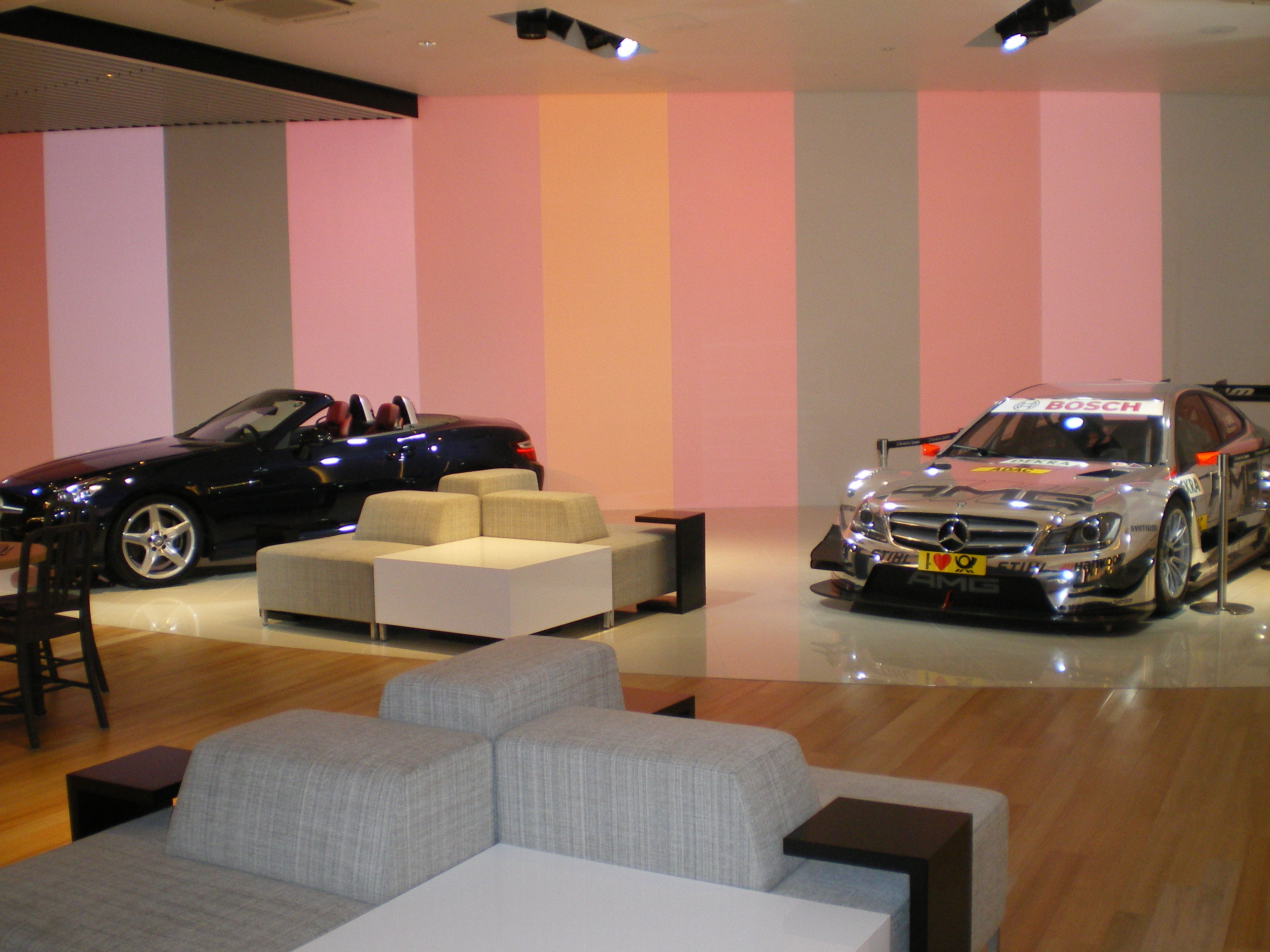
ギャラリー（東京、メルセデスベンツ コネクション当時）②
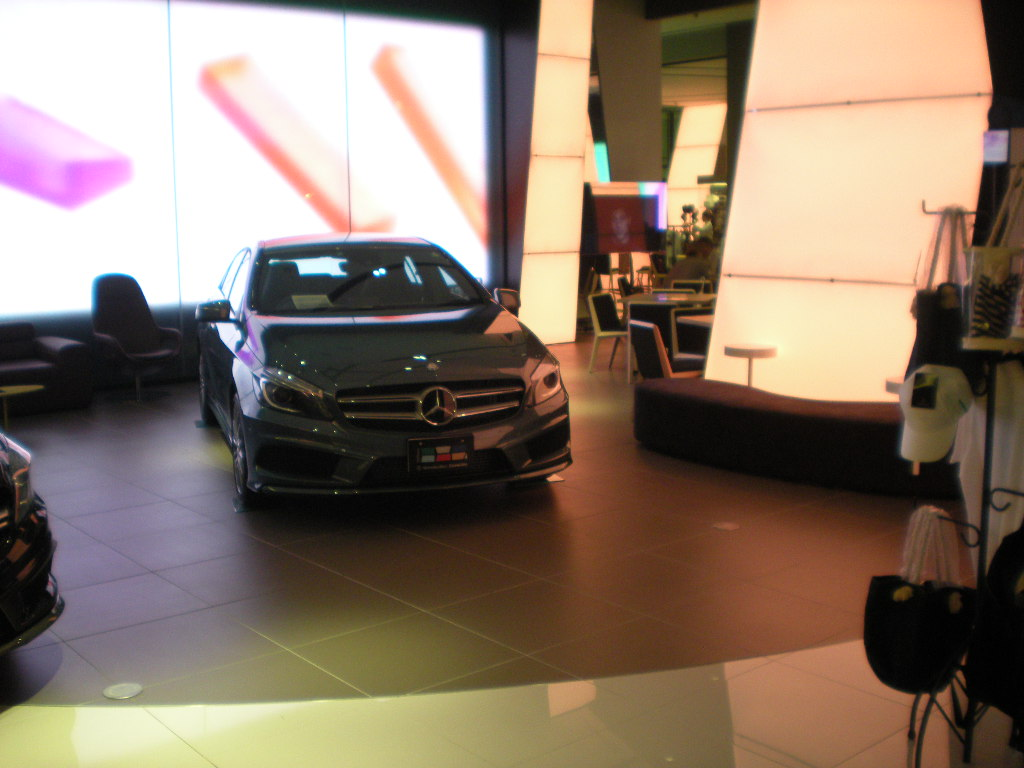
ギャラリー （大阪、メルセデスベンツ コネクション当時）
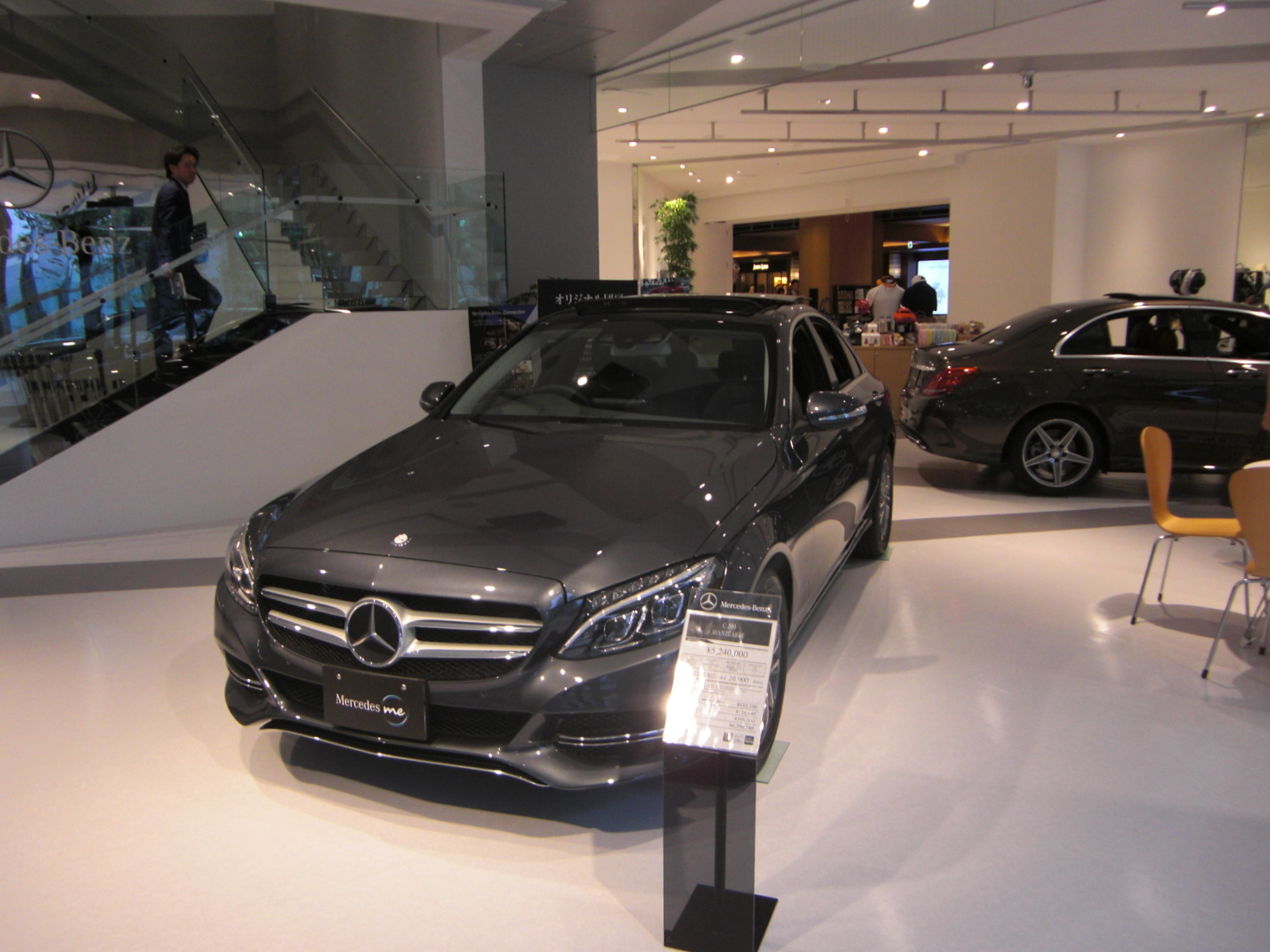
メルセデスミー（初代） ギャラリー

## 所在地
- Mercedes me 大阪：大阪府大阪市北区大深町3-1 グランフロント大阪 北館 ナレッジ・キャピタル 1階 （梅田駅そば）
- Mercedes me Haneda Airport（旧：東京羽田（新））：東京都大田区羽田空港3-4-2 羽田空港第2ターミナル内 マーケットプレイス地下1階
- Mercedes me @Shinagawa Prince Hotel：東京都港区高輪4-10-30 品川プリンスホテルNタワーエントランス前（品川駅そば）【2025年5月12日営業終了】
- Mercedes-Benz Connection（旧）：東京都港区六本木7-8-1（東京ミッドタウン向かい）【営業終了、青山寄りに移転】
- Mercedes me（旧）：東京都港区赤坂9-7-4 東京ミッドタウン内 ガレリア 1階・2階【営業終了、羽田空港内に移転】
- Mercedes me 東京（六本木）/NEXT DOOR/EQ House：東京都港区六本木7-3-10（六本木駅、乃木坂駅そば）【2024年9月30日で営業終了、2025年に移転して新ブランドストア「Mercedes-Benz Studio Tokyo」としてオープン予定】